# Holthauser Bach (Emscher, Dortmund)
Der Holthauser Bach ist ein 4,1 km langes Fließgewässer in Dortmund-Lindenhorst (DGKZ 2772 3312). 

## Verlauf
Der Holthauser Bach entspringt nördlich des Dortmunder Stadtteils Lindenhorst und mündet beim Flusskilometer 57,9 rechtsseitig in die Emscher.

## Natur und Umwelt
Der Holthauser Bach war früher sehr fischreich.